# Резолюция Совета Безопасности ООН 812
Резолюция Совета Безопасности ООН 812 была принята 12 марта 1993 года. Резолюция была нацелена на прекращение гражданской войны в Руанде. Совет Безопасности призвал обе стороны к сотрудничеству с ООН и ОАЕ, проведению переговоров и завершению огня.

## Подробности
Резолюция призвала правительство Руанды, Национальное революционное движение за развитие и Руандийский Патриотический фронт к прекращению огня.
В резолюции генеральному секретарю было предложено изучить возможный вклад ООН в укрепление Организации африканского единства (ОАЕ) в Руанде, включая возможное создание международных сил.
Резолюция 812 завершилась просьбой к обеим сторонам сотрудничать с ООН и ОАЕ и возобновить переговоры.

## Голосование
Резолюция была единогласно принята 15 голосами «за».